# El otro hijo
El otro hijo es una película de dramática colombiana de 2023 escrita y dirigida por Juan Sebastián Quebrada.
La cinta fue seleccionada para competir en la sección New Directors en el Festival Internacional de Cine de San Sebastián 2023.

## Sinopsis
Un adolescente que, tras la repentina e inesperada muerte de su hermano pequeño, se enamora de la exnovia de su hermano fallecido y, a través de ese amor, encuentra la fuerza para seguir luchando.

## Reparto
- Miguel Gonzalez
- Ilona Almansa
- Jenny Navarrete

## Premios y nominaciones
| Año  | Premio/Festival de Cine   | Fecha del evento                     | Categoría     | Nominado     | Resultado | Ref.  |
| ---- | ------------------------- | ------------------------------------ | ------------- | ------------ | --------- | ----- |
| 2023 | Festival de San Sebastián | 22 de septiembre al 30 de septiembre | New Directors | El otro hijo | Pendiente | [ 1 ] |